# 艾特朗
艾特朗是德国巴伐利亚州的一个市镇。总面积30.72平方公里，总人口2010人，其中男性1019人，女性991人（2011年12月31日），人口密度65人/平方公里。